# Sonja Sohn
Sonja Sohn, ur. jako Sonja Williams (ur. 1964) – amerykańska aktorka filmowa i serialowa.

## Filmografia
- Work jako June (1996)
- Rozgrywka jako Lauren Bell (1998)
- Ciemna strona miasta jako Kanita (1999)
- Getting to Know You jako Lynn (1999)
- Shaft jako Alice (2000)
- Perfumy jako Dandy (2001)
- G jako Shelly (2002)
- The Killing Zone jako Jennifer (2003)
- Prawo ulicy jako det. Shakima 'Kima' Greggs (2002–2008)
- Dowody zbrodni jako Toni Halstead (2006–2007)
- Bracia i siostry jako Trish Evans (2008–2009)
- Anatomia prawdy jako Samantha Baker (2011–2012)
- Tożsamość szpiega jako Olivia Riley (2012)
- The Originals jako Lenore / Esther Mikaelson (2014–2015)
- The Missing Girl jako Franny (2015)
- Luke Cage jako kapitan Betty Audrey (2016)
- Domain jako Atlanta (2016)
- Shut Eye (2016)
- Korporacje przyszłości jako Chairman Fisher (2017)
- The Chi jako Laverne Johnson (serial, 2018-21) jako Laverne Johnson
- Wielki George Foreman (2023) jako Nancy Foreman